# RNAワクチン
RNAワクチン、またはmRNAワクチン（メッセンジャーRNAワクチン）は、メッセンジャーRNA（mRNA）と呼ばれる天然化学物質の人工複製物を使用して免疫反応を起こすワクチンの一種。ワクチンは合成RNAの分子をヒトの細胞に導入し、細胞内に入ると、ワクチンのRNAはmRNAとして機能し、細胞は通常、病原体（ウイルスなど）やがん細胞によって産生されるはずの外来タンパク質を作る。これらのタンパク質分子は、宿主細胞を傷つけることなく、対応する病原体やがん細胞を特定して破壊する方法を記憶する獲得免疫を刺激する。
従来のタンパク質ワクチンに対するRNAワクチンの利点は、優れた設計と生産速度、生産コストの低減、細胞性免疫と体液性免疫の両方の誘導である。欠点としては、mRNA分子の脆弱性のため、コールドチェーンの流通と保存が必要であり、コールドチェーンが破綻して注射前に分子が分解すると、投与量が不十分となり、有効性が損なわれる可能性がある。また、従来のワクチンと同様の「予想される」副反応はあるため、自己免疫反応を起こしやすい人はRNAワクチンに対して副反応を起こす可能性がある。
mRNAワクチンは、新型コロナウイルス感染症（COVID-19）に対するワクチンとして大きな関心を集めている。2020年12月初旬までに最終治験を完了し、COVID-19ワクチンとして緊急使用許可を待機していた2つのmRNAワクチンがある（米国モデルナ社のmRNA-1273と、ビオンテック/ファイザー合同で開発したBNT162b2〈Tozinameran〉）。2020年12月2日、英国の医薬品・医療製品規制庁（MHRA）は世界に先駆けてmRNAワクチン（Tozinameran）を史上初めて承認した。

## メカニズム

RNAワクチンの作用機序の図解

ｍRNAワクチンは従来のワクチンとは非常に異なる方法で機能する。従来のワクチンは、抗原（タンパク質またはペプチド）、弱毒化ウイルス、コードを組換えた抗原であるウイルスベクターをヒトに注射することで抗体反応を誘発させる。これらの成分は人体外で調整される。それとは対照的に、mRNAワクチンは、ウイルスのRNA配列を化学合成して、その断片をヒト細胞へ挿入（トランスフェクション）する方法がとられる。細胞内の内部機能により、取り込まれたmRNA鎖にコードされた特定のタンパク質（抗原）を生成する。ヒト細胞によって産生されるそれらの抗原は、タンパク質やペプチドである抗原の注射と同じ免疫応答を誘発させる。mRNAが注入された細胞は単に抗原を提示するだけであり、抗体の標的にはならないため安全である。
mRNAを使用してヒト細胞に抗原を産生させることの利点は、ヒト細胞に抗原を産生させることが抗原タンパク質や弱毒化ウイルスよりも格段に容易なところにある。また、設計と製造のスピードも重要な利点である。モデルナ社はわずか2日間でCOVID-19用のmRNA-1273のワクチンを設計した。さらに、抗原が細胞内で産生されるため、体液性免疫だけでなく、細胞性免疫も誘発刺激する。
mRNA分子は、壊れやすいmRNA鎖を保護し、ヒト細胞への吸収を助けるために、ドラッグデリバリーシステム（通常はPEG化脂質ナノ粒子）でコーティングされている 。
安全性として、mRNAワクチンが細胞内のDNAに影響を与えたり、再プログラムするようなことはない。合成されたmRNAの断片は、ウイルスの抗原を構築するための指示を運ぶウイルスRNAの特定部分のコピーであり、DNAとは無関係である。新型コロナウイルスに対するmRNAワクチンの場合はたんぱく質の「型」であり、細胞に影響を与えるという誤解は陰謀論にすぎない。
外来タンパク質を産生した後、mRNAは細胞内で分解されるはずである。しかし、具体的な調合は製造業者によって秘密にされているため、詳細や機序はまだ第三者によって調査されていない。

## COVID-19に対するmRNAワクチンの有効性
COVID-19以外の病原体を対象とした先行のmRNA医薬品試験があまり有望ではなく、試験の初期段階で断念せざるを得なかったにもかかわらず、急務で開発したモデルナとビオンテック／ファイザーの新規mRNA COVID-19ワクチンが90 - 95％の潜在的な有効率を示しているのがなぜなのかは不明である。医学研究者マーガレット・リューは、「開発に投入されたリソースの量の多さ」が原因である可能性があると示唆している。また、ワクチンが「特異的な免疫反応を高める可能性のあるmRNAに対する非特異的な炎症反応を誘発している可能性があり、ヌクレオシドを見直して免疫反応からの炎症を軽減したが完全に排除はできていない」と述べ、臨床試験で見られたいくらかのワクチン被験者の発熱や痛みなどの反応はこのためではないかと指摘している（これらの原因はPEG化された薬物の反応と考えられていた）。
2020年3月にCOVID-19のパンデミックが宣言されてからわずか1年以内という異例の早さで実用化・製品化されたことで、ごくまれに起きる長期的な副作用については未知である。
有効性の高さの潜在性に加え、取り扱いの難しさも問題視されている。mRNAの分子は非常に分解されやすく、曝露された環境下では数分以内に分解するため、mRNAワクチンは非常に低温で輸送ならびに保管する必要がある。さらに、ヒト細胞外、またはその薬物送達システムの外では、mRNA分子は人体によって速やかに分解されてしまう。こうしたmRNAの脆さもまた、ワクチンの有効性を保証する上で障壁となっている。

## 副作用とリスク
一般的な「予想される」副作用も従来の非RNAワクチンと同様であるため、自己免疫反応を起こしやすい人はRNAワクチンに対して副作用を起こす可能性がある。また、ワクチンのmRNA鎖は意図しない免疫反応を引き起こす可能性があり、これを最小限に抑えるために、mRNAワクチンの遺伝子配列の断片はヒト細胞で産生される抗体タンパク質を模倣するよう設計されている。
mRNA鎖がヒト細胞に挿入される前に分解・破壊されないようにするためのドラッグデリバリーシステムとしてPEG化脂質ナノ粒子が使用されているが、これが免疫反応を引き起こし、高用量では肝臓にダメージを与えてしまう原因となる可能性がある。実際に新型コロナウイルス感染症ワクチンの臨床試験では強い反応が報告されている。

### 一般
2020年以前はmRNA医薬品のテクノロジープラットフォームがなく、短期・長期を含めて未知の影響（自己免疫反応や疾患など）が懸念材料としてあったため、ヒトへの使用許可はなかった。しかし、2020年に新型コロナウイルス感染症の世界的流行が起こったことで各国の保健機関がmRNAワクチンのすばやい生産性に目をつけ、最終臨床試験後にワクチンがどのような初期承認（緊急使用承認や拡大アクセス承認を含む）を得るべきかについての議論につながった。

### 貯蔵と保管および輸送
mRNAは分解されやすいため、接種の場面まで性能を落とさないよう非常に低温に保たれる。ファイザーのワクチンはマイナス60-80℃の冷凍保存が必要とされる。またモデルナのワクチンもマイナス20℃での冷凍保存を求めているが、これは2-8℃でも30日間は効果を保有するという。科学雑誌ネイチャー誌は、多くの専門家が最終的にはさまざまな温度条件下で同様の保管要件と貯蔵寿命を持つことが証明されると考えていると報告した。ワクチンの空輸にはドライアイスが利用されている。

## 優位性

### 従来のワクチンとの比較
RNAワクチンは、従来のタンパク質系ワクチンに比べていくらかの利点がある。まず、病原体からワクチンが構築されているわけではないため、接種時には非感染性である。一方、従来のワクチン製造には病原体の産生を必要としていて、大量生産が行なわれた場合、生産施設において局所的なウイルスの発生リスクを高める可能性がある。RNAワクチンはより速く、より安価に、より標準化された方法で、しかも製造工程において不良率が少なく製造でき、深刻なアウトブレイク（ウイルスの蔓延）への対応ができる。

### DNAワクチンとの比較
mRNAはRNAが細胞核に入る必要はなく、細胞質基質の中で翻訳されるため、接種対象の遺伝子に組み込まれるリスクは回避されている。また、修飾ヌクレオシド（例: シュードウリジン 2’-O-メチル化ヌクレオシド）をmRNAに組み込むことで免疫応答刺激を抑制し、即時のmRNA分解を回避、翻訳能力の向上により持続的な効果を得ることができる。さらに、mRNA配列上のオープンリーディングフレーム（ORF)や非翻訳領域（UTR）も、GC含量を濃縮したり、翻訳を増やすことが知られている特定のUTRを選択するなどの様々な目的に合わせて最適化できる。
たんぱく質を複製させるためのメカニズム（機構）をオープンリーディングフレーム（ORF）に手順を追加（コーディング）して、ゴルジ装置による翻訳の際に抗原を多く作り出して免疫応答性を増幅させることができる。複製につかう出始めの材料の量を減らすことができるとしている。

## 歴史
カルフォルニア大学サンディエゴ校のソーク研究所と米国を拠点とするバイオテクノロジー企業であるバイカル社の研究者らは、1989年にリポソームのナノ粒子を薬物送達（ドラックデリバリー）に使用してmRNAを様々な真核細胞に移入できることを実証する研究を発表した。1990年、ウィスコンシン大学においてジョン・A・ウォルフとそのほかの者たちは生のmRNA（コーティング加工などで保護されていない）をマウスの筋肉に注入して薬物送達で陽性な結果がでたことをレポートした。これらの研究はmRNAが体外で転写（IVT）をさせて、生細胞の組織内でたんぱく質を産生するための遺伝情報を提供できることをはじめて実証した。
RNAワクチンの使用は1990年代のはじめにさかのぼり、動物におけるmRNAの体外での実証は1990年に最初に報告され、その後まもなくワクチンの予防接種としての使用が提案された。1993年にマーチンノンは、リポソームにカプセル化されたRNAが生体内でT細胞を刺激できることを実証し、1994年に、ゾウとベルグランドは、RNAが病原体に対する湿潤体液性免疫の応答と細胞性の免疫応答の両方を誘発するワクチンとして使用できるという最初のエビデンスを発表した。
ハンガリー人の生化学者カリコー・カタリンは、1990年代にヒト細胞にmRNAを導入する際の必要な技術的な課題のいくつかを解決しようと試みた。カリコーはペンシルベニア大学のドリュー・ワイスマンと共同で、2005には本来備わる体の防御システムを発動させることなく、修飾ヌクレオシドを使用してヒト細胞内にmRNAを取り込むことにより、技術的な課題の1つを解決したことを共同論文として発表した。2005年、ハーバード大学の幹細胞生物学者であるデリック・ロッシーは、彼らの論文は「根底をくつがえす」ものだとしてノーベル化学賞に匹敵すると述べている。2010年、ロッシーはロバート・ランガーとともに、ワクチン開発の可能性を見出してmRNAに焦点を当てたバイオテクノロジー企業モデルナ社を設立した。ほかのmRNAに焦点を当てたバイオテック企業は、キュアーバック社も含まれ、カリコーとワイスマンの研究技術のライセンスを受けたビオンテック社もmRNAワクチンなどの開発に焦点を絞り取り組んだ。
2020年までに、これらのmRNAバイオ技術企業は、心血管疾患、代謝疾患、および腎臓疾患のなかでも、がんや、希少疾患（クリグラー・ナジャー症候群）に焦点をおいてmRNAを薬剤としてテストした結果、細胞にmRNAの取り込む際の副作用が深刻すぎることがほとんどであることがわかり、不十分な結果となってしまった。ヒト用のmRNAワクチンが開発され、狂犬病、ジカ熱、サイトメガロウイルス、およびインフルエンザウイルスに対してテストされたが、広くには使用されることなく、数多くの大手製薬会社はこのmRNAを使った技術を放棄している。その中でも一部のバイオテック企業は収益性を無視しながら、mRNAワクチンの投与量に応じて副作用が低レベルに減少することに再び焦点を当て続けていた。
2020年12月以前は、ヒトでの使用が許可されたmRNAワクチンは存在しておらず、モデルナ社（直接的な技術ライセンス享受）とファイザー/ビオンテック社（間接的な技術ライセンス享受）は、オペレーション・ワープ・スピードから資金を調達し、緊急下のなかで臨床試験の許可も得てmRNAをベースにした新型コロナワクチン(COVID-19ワクチン）の開発を始めた。2020年12月2日、最終臨床試験の8週間目から7日後、英国のMHRAはmRNAワクチンの使用を承認した、世界史上初の医薬品規制当局となり、ビオンテック社とファイザー社が開発した2つのワクチンに「緊急使用許可」を与えた。MHRAの取締役ジューン・レインは「承認を取り下げる点はない」と同時に「ワクチン使用の有益性はあらゆるリスクを上回っている」と述べた。

## 細胞内外への導入（ドラッグデリバリー）
ドラッグデリバリーの手順は、細胞のRNA転移が内部（In vivo）で起こるか、外部（Ex vivo）で起こるかによって大まかに分類される。

### 細胞外部でのRNA転移（Ex vivo）
樹状細胞は細胞表面に抗原の型を示す免疫細胞の一種であり、T細胞と相互作用して免疫応答を始める。樹状細胞は患者から収集してmRNAに組み入れることができ、その後に、それらを患者に再投与して免疫反応を引き起こすことができる。

### 細胞内部でのRNA転移（In vivo）
mRNAの直接投与による転写と発現機構（抗原の合成）の発見で、それらの見識（アプローチ）は製薬会社にとっては増々魅力的なものとなっている。標準的な感染を想定できることから、患者の樹状細胞を採取するようなコストと導入を回避することができる。RNAワクチン接種がより良い方法であるために、克服する点がまだ残されている。翻訳を停止させるために必要なリボヌクレアーゼと未知の核酸物質の湿潤を防ぐ革新的なメカニズムの発見があり、さらに、RNAの移動性は標準な細胞周期モデルに依存している。これは、RNA分子が大きすぎて細胞内で拡散できないため、除去されるか翻訳が停止されることにある。

#### 未処理なmRNAの注入について
mRNAの生ワクチンを直接注入する世界初の臨床研究はドイツのテュービンゲンで行われ、この方法は20年以上前から知られていた。RNAを使ったワクチンについては、1990年代に自己増幅型のmRNAが発見されていた。皮膚、血液（血中）、筋肉などへの部位へ注射する経路が異なると、mRNAの取り込みレベルが異なり、投与経路の選択がデリバリー（遺伝子薬剤送達）の重要な点になることも明らかになっている。Kreiterとそのほかの者により、異なる経路を比較することでT細胞を最大限に応答させるためにはリンパ節への注射が効果的であると示した。mRNAの自己増幅のメカニズムと結果的にRNAが遥かに大きい分子になっても根本的に評価が異なる可能性がある

#### ポリプレックスについて
カチオン性ポリマーは細胞への浸透を助けるのと同時に組み換えられたmRNAをリボヌクレアーゼから保護してmRNAと混合することができる。プロタミンは天然のカチオン性ペプチドであり、ワクチン接種用にmRNAを集合化するために使用されてきた。

#### 脂質ナノ粒子について
米国食品医薬品局(FDA)が薬物送達システム（ドラックデリバリーシステム）として脂質ナノ粒子の使用を初めて承認したのは2018年で、FDAが最初のsiRNAを使った薬剤を承認したときであった。脂質ナノ粒子でmRNAの分子をカプセル化することは、mRNAワクチンを製造するための重要な方法でブレークスルーとなり、ヒト細胞にmRNAをとどける際の技術的な課題を解決した。脂質はRNAの分解から保護層として働き、より確固たる翻訳による出力を可能とする（抗体たんぱく質を作り出す）。さらに、脂質の外層をカスタマイズすることにより、リガンドの相互作用（遺伝子の断片とその配列のマッチング）を介して目的とする細胞を捉えることができる。しかし、多くの研究は、このタイプの送達（ドラックデリバリー）を研究することの難しさも強調しており、mRNAが細胞に取り込まれる際のナノ粒子の応用は、試験管での実験（in vitro）と体内（in vivo）では矛盾があることが示されている。ナノ粒子は体内に投与されると、リンパ系システムなどを通して複数の経路で輸送される。

### ウイルスベクター
大腸菌を利用するなどの非ウイルスの送達（ドラックデリバリー）方法に加えて、あらかじめ設計されたRNAウイルス（ウイルスを使いRNAを細胞に運ぶ）は免疫反応を起こす。ウイルスベクターとして使用される典型的なRNAウイルスには、レトロウイルス、レンチウイルス、アルファウイルス、ラブドウイルスがあり、それぞれ構造や働き方が異なる。臨床研究では、マウスやニワトリ、霊長類などの典型的な動物の疾患にこのようなウイルスが利用されている。

## 自己増幅型RNA
自己増幅型RNA（self-amplifying RNA、saRNA）は、mRNAと同様の技術であるが、saRNAは、mRNAのようにタンパク質を生成する前に、細胞内で自分自身の複数のコピーを生成する。これによって使用する量が少なくなり、潜在的な利点がある。saRNAワクチンは、マラリアワクチンの開発を含めて研究されている。